# 극피충
극피충(棘皮蟲)은 극피충과에 속하는 동문동물이다. 몸길이 0.4mm이며 원통형으로 약 12개의 환절(環節)로 되어 있는데, 각 마디의 좌우에 가시가 돋아 있다. 입은 머리 끝에 있고 주위에 뻣뻣한 가시가 있으며, 꼬리끝 항문 양쪽에는 긴 극모가 두 개 있다. 길다란 인두(咽頭)가 있고 신경계·배설기관 등이 선충류(線蟲類)와 비슷하며 소화기관의 대부분을 위장부가 차지한다. 암수딴몸을 이루고, 바다 밑바닥의 흙 속에 산다.